# Nongfu Spring
Nongfu Spring est une entreprise chinoise commercialisant de l'eau en bouteille ainsi que des boissons aromatisées et dont le siège est situé à Hangzhou,. Elle appartient et est présidée par son fondateur, Zhong Shanshan.
Nongfu Spring propose en 2020 son introduction en bourse auprès de la Hong Kong Stock Exchange,. La société lève alors environ un milliard de dollars américains avec une introduction en bourse à 21,50 HKD l'action.

## Histoire
La société est créée le 26 septembre 1996. Elle lance son premier produit, de l'eau en bouteille, en 1997 avec de l'eau provenant du lac Qiandao. La société devient une société anonyme Nongfu Spring Co., Ltd en 2001.
Le 10 avril 2013, le Beijing Times accuse l'entreprise de ne pas adopter intentionnellement les normes nationales chinoises sur l'eau et d'adopter à la place les normes inférieures de la province du Zhejiang. En novembre 2013, la société accuse le journal de diffamation et intente une action en justice devant le tribunal de Pékin[réf. nécessaire].
En 2016, le président de la société, Zhong Shanshan, annonce une nouvelle stratégie visant à diversifier la société et à mondialiser les opérations. Nongfu Spring fait partie du groupe de sociétés Yangshengtang, qui comprend également les sociétés pharmaceutiques Beijing Wantai et Hainan Yangshengtang Pharmaceuticals.
Le parrainage de sports devient une caractéristique du marketing de Nongfu Spring. L'entreprise signe par exemple en 2019 un accord de deux ans avec la Fédération internationale de natation (FINA) en tant que partenaire pour les événements majeurs de la FINA en 2020 et 2021.
Avec des fusions-acquisitions, Nongfu Spring devient le plus grand producteur d'eau en bouteille de Chine et l'un des trois premiers producteurs sur le marché du thé et des jus en bouteille,.
Selon les données de recherche Nielsen, l’eau naturelle de Nongfu Spring est devenue en 2012 l’eau embouteillée la plus populaire en Chine. 
En 2019, le bénéfice net a augmenté de 37% à 4,9 milliards de yuans (606,8 millions d'euros). 
En septembre 2020, Nongfu Spring lève environ un milliard de dollars US en évaluant son introduction en bourse à 21,50 HKD/action, dans le haut de sa fourchette d'introduction en bourse,.

## Produits

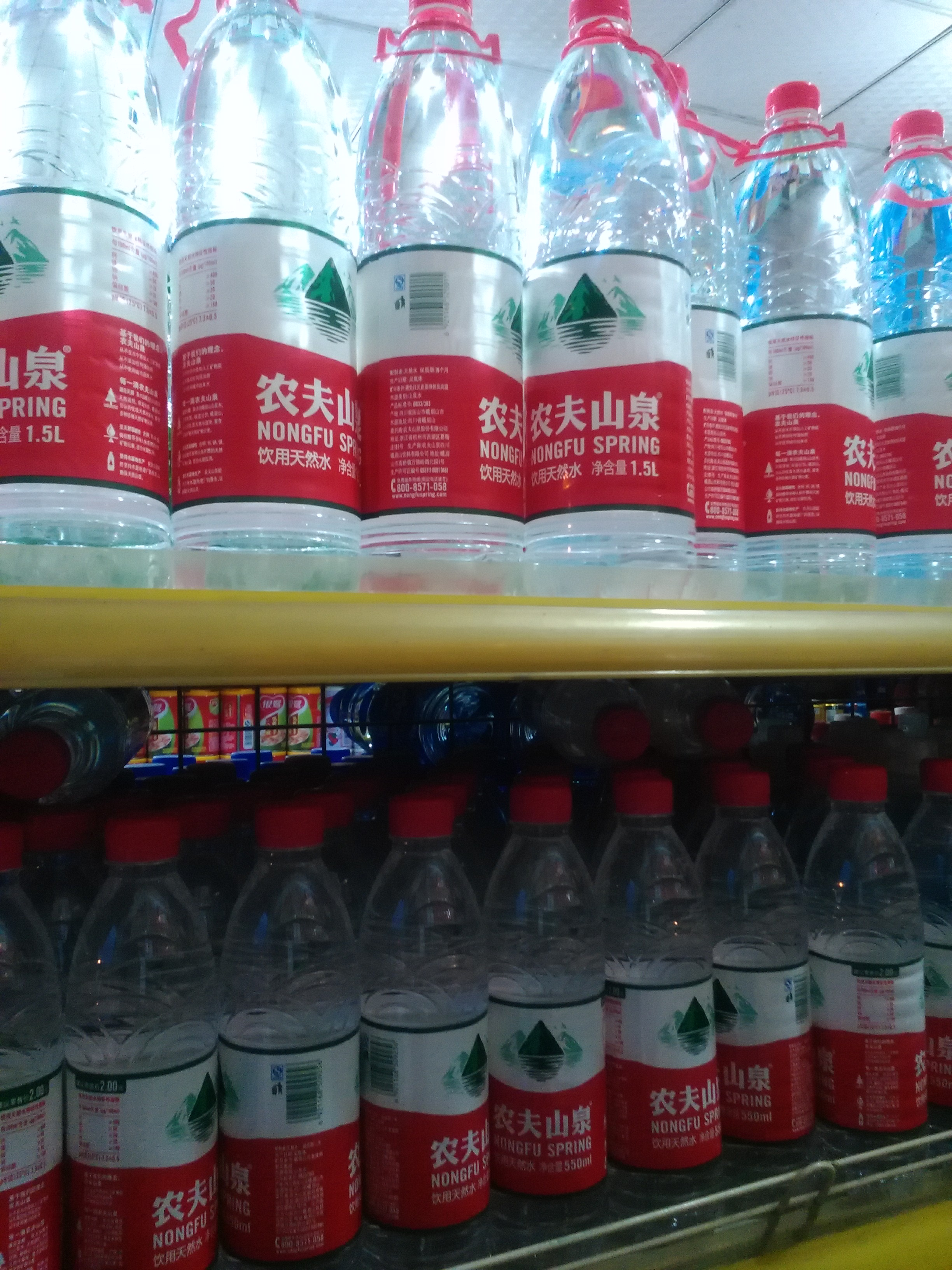
Bouteilles d'eau minérale.

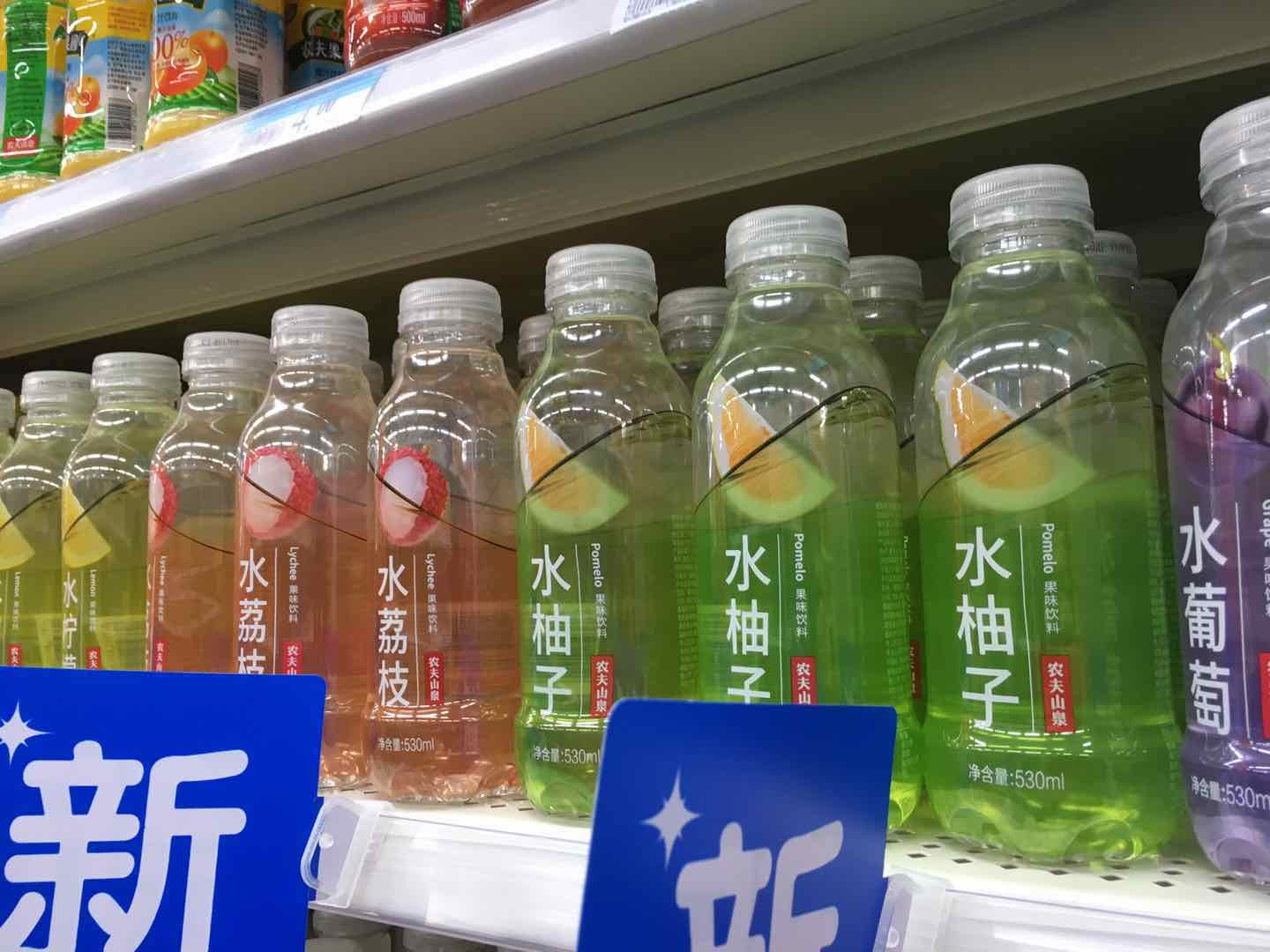
Boissons gazeuses aromatisées Nongfu Orchard.

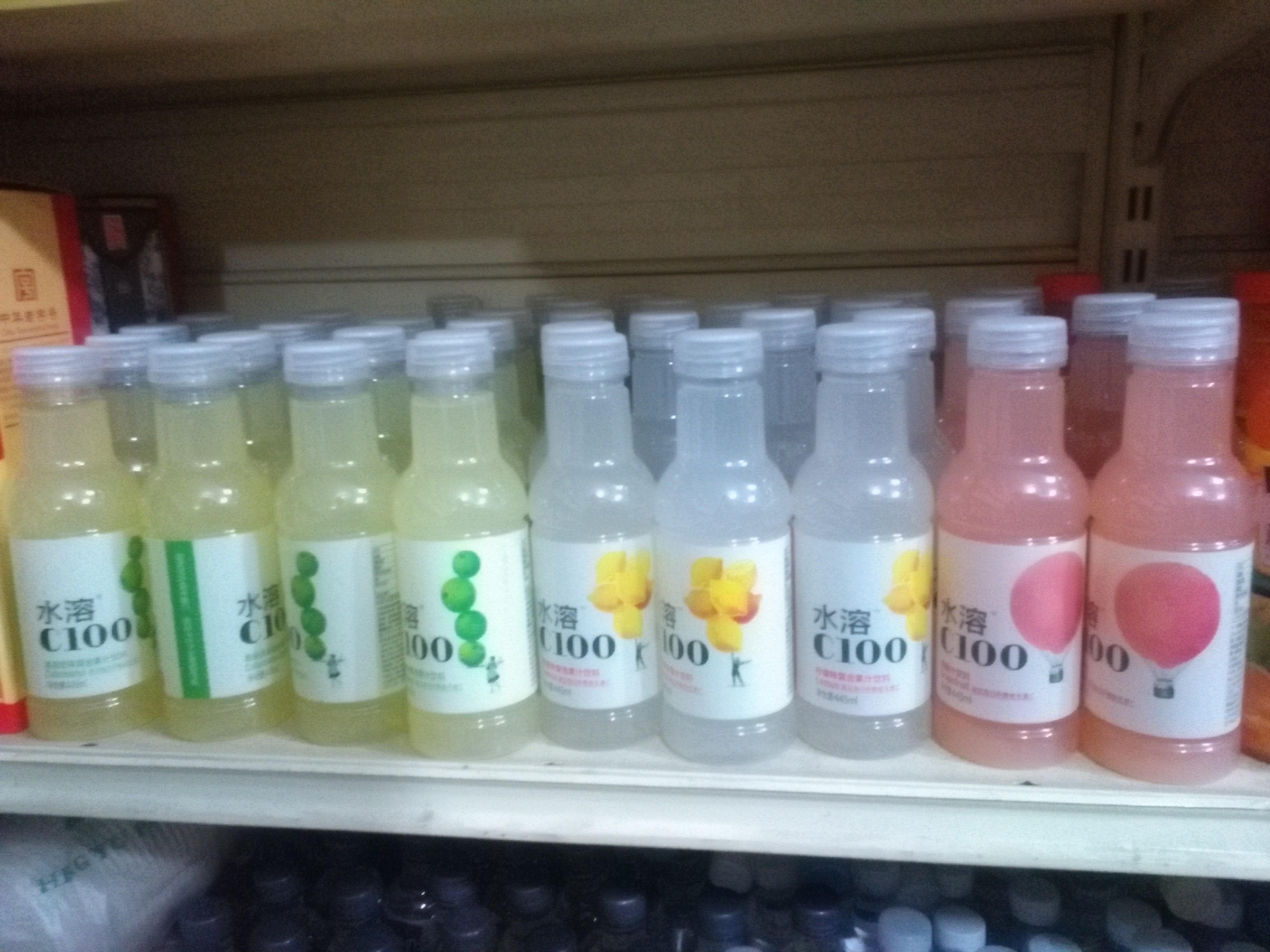
Boissons aux vitamines C Shuirong C100.

Le premier produit de l'entreprise est de l'eau en bouteille en 1997. L'entreprise cesse de retirer les minéraux naturels de son eau embouteillée en 1999 et commercialise ses produits à base d'eau comme de l'eau naturelle.
Nongfu Spring utilise une dizaine de sources d'eau naturelles à travers la Chine. Elle annonce en 2020 prévoir l'achat de sa première source d'eau à l'étranger : Otakiri Springs, à Whakatane en Nouvelle-Zélande,.
Le premier produit d’eau potable emballé de Nongfu Spring a été lancé en 1997. L’entreprise a cessé d’enlever les minéraux naturels de son eau embouteillée en 1999.
En 2003 l'entreprise lance une gamme de boissons aux fruits Nongfu Orchard avec des grains de fruits. L’année suivante, elle cible le marché des adolescents avec sa gamme de boissons Scream alors qu’elle cherchait à élargir sa base de consommateurs. 
En 2008, elle a lancé des boissons solubles dans l’eau à base de vitamine C, Shuirong C100. En 2010 elle lance la boisson Victory Vitamin Water qui est enrichie en vitamines. 
En 2011 l'entreprise débute la commercialisation d'une boisson au thé sans sucre Oriental Leaf. En 2012, elle sort une série de boissons au thé et au lait fouetté. 
En 2015 Nongfu Spring lance son eau minérale naturelle dans des bouteilles en verre. 
En 2016, l'entreprise développe Nongfu Spring Natural Mineral Water (édition limitée pour l'année du singe), mais également Tea π (un thé aromatisé aux fruits) ainsi qu'une gamme de jus d’orange, de jus de banane, de jus de pomme et de jus mélangés à la mangue.
En 2019 Nongfu Spring fait son entrée sur le marché du café avec sa gamme de produits de café TanBing.